# Sonning Cutting

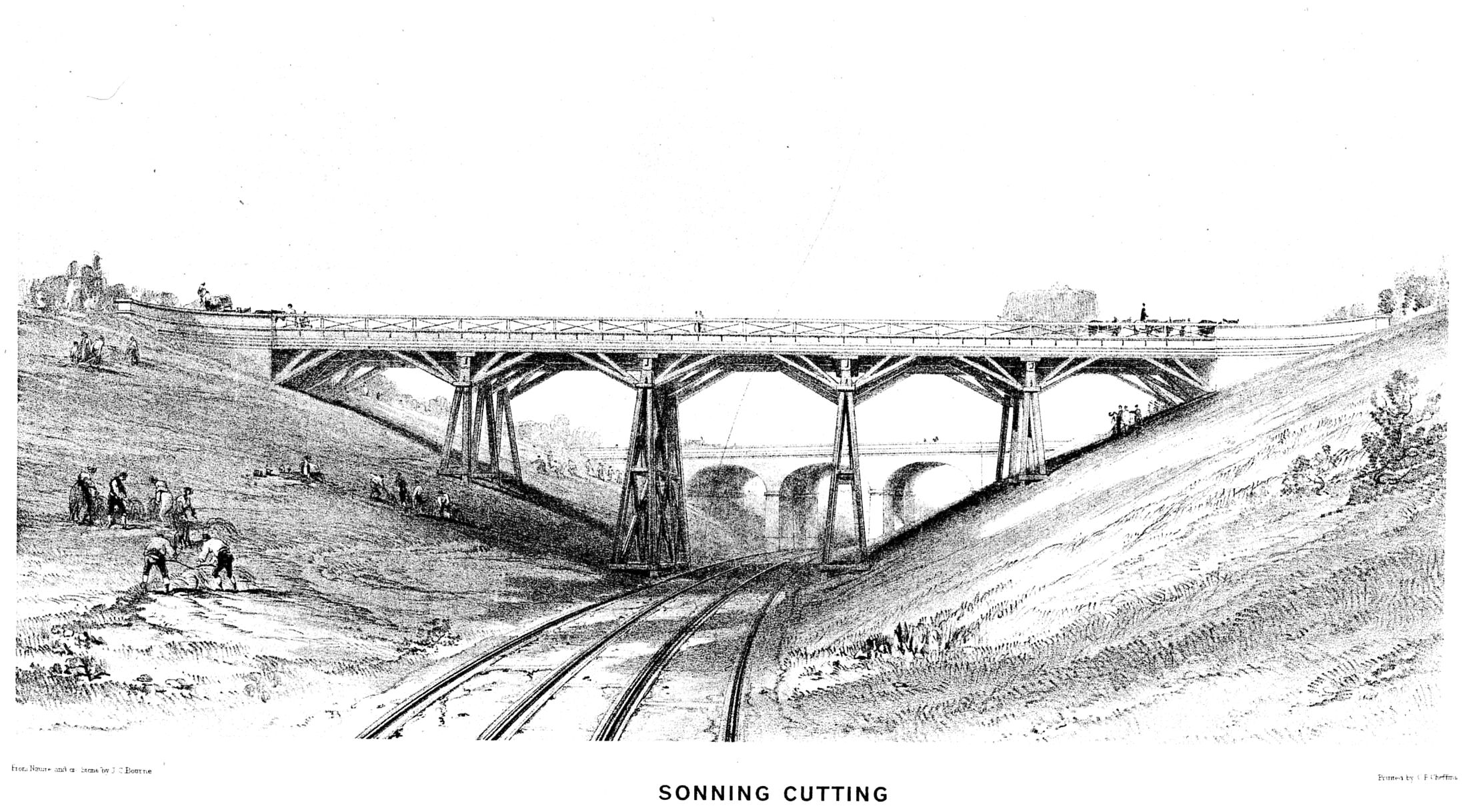
Sonning Cutting (1846)

Der Sonning Cutting ist ein Streckenabschnitt der Great Western Railway von Isambard Kingdom Brunel.

## Geografische Lage
Der Einschnitt liegt östlich des Bahnhofs Reading und westlich von Twyford nahe dem Ort Sonning in Berkshire, England. Er durchschneidet einen Hügel. Der Einschnitt ist länger als 1,5 km und bis zu 20 m tief. Er verkürzt die Verbindung zwischen Twyford und Reading.
Der Sonning Cutting mit seinen steilen Hängen ist heute ein beliebter Ort zur Beobachtung von Zügen.

## Bau und Verbreiterung
Die ursprüngliche Planung für den Streckenverlauf sah vor, dass die Trasse den Sonning Hill umfahren und nördlich am Ort Sonning vorbei verlaufen sollte. Einsprüche der Einwohner führten aber dazu, dass die Strecke den Ort umfuhr, wozu ein Einschnitt in den Hügel gegraben werden musste.
Der Einschnitt wurde von Hand ohne den Einsatz von Maschinen gegraben und der Abraum mit Karren und Pferdewagen abtransportiert. Der Bau dauerte zwei Jahre, in dessen Zuge auch mehrere Arbeiter beim Bau ums Leben kamen.
Die Strecke wurde am 30. März 1840 eröffnet. Nach dem Ende des breitspurigen Betriebs 1892 wurde der Einschnitt auf vier Spuren erweitert und gleichzeitig die Winkel, mit denen der Hügel auf beiden Seiten angeschnitten wird, abgeflacht, was eine erhebliche Umgestaltung der Anlage erforderlich machte.

## Eisenbahnunfall
Am 24. Dezember 1841 ereignete sich am Sonning Cutting ein Eisenbahnunfall, als ein Zug in einen Erdrutsch fuhr, der durch starken Regen verursacht worden war. Dabei starben neun Reisende. Der Unfall veranlasste William Ewart Gladstone, Präsident des Board of Trade (1843–1845), Vorschriften zur Verbesserung der Sicherheit bei der Eisenbahn einzuführen.